# 2024年度英皇致辭
《2024年度英皇致辭》（英語：The King's Speech 2024）是英國君主查理斯三世於2024年度國會開幕典禮，在西敏宮上議院會議廳所宣讀的御座致辭。按照慣例，該份致辭是由英國內閣準備及撰寫，勾劃出當屆政府的施政重點，以及提及2024至2025年立法年度的立法議程內容。
這是工黨黨魁施紀賢上任英國首相後，其政府所發表的首份英皇致辭。再者，這亦是自2010年以來第一份工黨政府的施政綱領。按照估算，這份英皇致辭亦是史上最長，總共有1421隻英文文字。

## 內容摘要

### 經濟穩定及增長
- 成立產業戰略理事會[4]
- 注資73億鎊以設立國家財富基金，促進私人投資並增加投資於獲選工業項目[5][6]：
  - 發展港口及供應鏈（18億鎊)
  - 建造汽車業的新超級工廠（25億鎊)
  - 重建鋼鐵工業（15億鎊)
  - 加快建設碳捕集設施（10億鎊)
  - 支緩綠色氫能製造業（10億鎊)
- 立法要求政府作出任何重大及永久徵稅或開支決定前，須由預算責任辦公室（英语：Office for Budget Responsibility）進行獨立評估[7]
- 為退休基金引入「物有所值」框假，推動高回報的退休金計畫並合併小型退休基金[8]

### 房屋及建造
- 簡化大型基礎設施的審批程序及改革「強制性買地」的補償評估制度，增加全國建屋量及基建容量[9]
- 為地方規劃決策機構增撥資源及推動現代化[10]

### 運輸
- 在現有8個鐵路營運公司的合約完結後，陸續將鐵路客運業務國有化[11]
- 成立大英鐵路，負責處理公營鐵路客運服務及資產管理，以及推動鐵路貨櫃服務發展[12]
- 成立獨立的乘客標準管理局，監管鐵路運輸服務及促進改善營運表現[13]
- 為鐵路票務系統進行簡化及推動創新，以降低票價及增加乘客量[14]
- 改善英格蘭北部內部的鐵路連接性，以促進地區經濟發展及增加生產力[15]
- 賦權英格蘭地方政府經營巴士服務及批出巴士專營權
- 提升巴士服務標準及問責

### 能源投資及環境保護
- 注資83億鎊以設立大英能源公司，負責開發及管理綠色能源項目，並降低電費及推動能源科技發展
- 擴大皇家財產局的投資及借貸權力，協助增加約離岸風力發電量
- 為可持續航空燃油的本土製造業引入「營業額信心機制」，減低碳排放量及增進能源安全
- 賦權水務監管機構，禁止違反環境標準的水務公司發放獎金；引入自動及嚴重罰款制度
- 確保水務公司主管為違法行為負上個人刑事責任，並隨時向消費者問責
- 要求水務公司實時監測污水排放出口，減低對水資源的污染

### 治安及移民
- 成立邊境保安指揮部，並賦予反恐執法權力以制止涉及非法移民的有組織犯罪行為
- 修復庇護制度，加快審批庇護申請並遣返來自安全國家的申請者
- 訂立「專重令」制度（Respect Order），禁止反社會行為者進入市中心地帶以減少擾亂公眾秩序問題[16]
- 加速「公眾場所保護令」批核程序，取締街上飲酒問題
- 制定襲擊店員罪及加大力度打擊店鋪盜竊
- 禁止銷售、製造、持有或運送忍者刀和其他致命刀片[17]
- 整合地區服務以預防有風險青年人墮入法網
- 訂立《恐怖主義（場所保護）法令》（俗稱“Martyn's Law”），強制大型公眾場所評估遭襲擊風險及制定應對措施[18]

### 教育及技能
- 取消私立學校的增值稅豁免，用於增聘6,500個公立學校教師
- 強制向所有小學學童提供免費早餐

## 國會辯論
一般而言，兩名屬於執政黨的後座議員會於上議院及下議院各自動議一項恭請聖訓：名義上感激英國君主向國會兩院議員發表「美辭演說」，實際上讓各黨派的國會議員能夠辯論致辭中的施政綱領。
在2024年度，下議院的動議人為布特爾選區的國會議員彼得·多德，而其和議人為獲素及堅伯威綠地選區的國會議員；上議院的動議人為韋俊安勳爵、和議人為。
下議院將舉行為時5日的辯論，並以不同政策範疇作各日的辯論環節主題：
- 致辭辯論（7月17日）
- 外交及國防（7月18日）
- 規劃、綠化地帶及鄉郊事務（7月19日）
- 經濟、福利及公共服務（7月22日）
- 移民及治安（7月23日）

## 軼事
在英皇致辭的背景資料中，政府點名批評前首相卓慧思任內的迷你預算案為「制定財政政策的反面教材」，並稱建議的《預算責任法令草案》會防止歷史重演。卓慧思其後寫信向內閣秘書長西蒙·凱斯投訴，聲稱相關公務員違反了公務員守則，並要求剔除「不真實」的指控及就事件進行調查。下議院領袖布樂詩其後表示相關內容已經被刪除，亦認為文件是由公務員撰寫而並非具有政治性內容。

## 外部連結
- 2024年度英皇致辭全文（页面存档备份，存于）
- 2024年度英皇致辭背景資料簡介（页面存档备份，存于）
- 2024年度英皇致辭新聞公告（页面存档备份，存于）